# Mithotyn
Mithotyn è un gruppo musicale formatosi in Svezia nel 1992 sotto il nome di Cerberus.

## Storia dei Mithotyn
Il loro è un viking metal a base black, fatta di scream, growl e influenze folk. Le melodie la fanno da padrone, ricordando tempi antichi e medioevali. Il gruppo si è ormai sciolto, lasciando però tre autentiche gemme nel panorama musicale estremo. Alcuni membri dei Mithothyn hanno formato i Falconer, altri invece hanno formato i King of Asgard.

## Membri
- Rickard Martinsson - voce, basso
- Stefan Weinerhall - chitarra
- Karl Beckmann - chitarra, tastiere
- Karsten Larsson - batteria

### Membri precedenti
- Helene Blad - voce, tastiere
- Christian Schütz - voce, basso

## Discografia
Album in studio
- 1997 - In the Sign of the Ravens
- 1998 - King of the Distant Forest
- 1999 - Gathered Around the Oaken Table

Demo
- 1993 - In the Dead of Night rehearsal
- 1993 - Behold the Shields of Gold
- 1994 - Meadow In Silence
- 1995 - Nidhogg
- 1996 - Promo'96